# Banc dels Estats d'Àfrica Central
El Banc dels Estats d'Àfrica Central o BEAC (francès: Banque des États de l'Afrique Centrale) és una institució oficial de la Comunitat Econòmica dels Estats d'Àfrica Central que agrupa sis estats d'Àfrica central (Camerun, República Centreafricana, Txad, Gabon, Guinea Equatorial i República del Congo). S'encarrega de l'aplicació de la política monetària comuna, de la fixació de les taxes d'interès, i de la gestió i control de les reserves de canvi i el deute exterior.

## Història
El 29 de juny de 1901 les autoritats colonials franceses fundaren la Banque de l'Afrique Occidentale, que el 1920 va estendre les seves activitats als territoris francesos d'Àfrica Central. En 2 d'abril de 1941 es va establir la Caisse Centrale de la France Libre (CCFL) perquè actués com a institut d'emissió de moneda d'Àfrica Central. El 2 de febrer de 1944 va ser rebatejada Caisse Centrale de la France d'Outre-Mer (CCFOM). Des de 25 de desembre de 1945 va començar a emetre el franc CFA. En 20 de gener de 1955 es va establir l' Institut d'Émission de l'Afrique Équatoriale Français et du Cameroun, que el 14 d'abril de 1959 es reanomenà Banque Centrale des États de l'Afrique Équatoriale et du Cameroun (B.C.E.A.C.), i des del 22 de novembre de 1972 porta el nom actual.

## Institut d'emissió monetària
També és l'institut d'emissió monetària del franc CFA de l'Àfrica Central, que té curs legal dins dels països membres de la CEMAC.

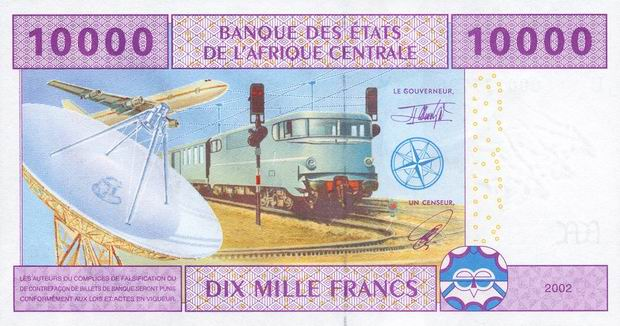
Bitllet de 10.000 Francs CFA de l'Àfrica Central

Gràcies a un acord monetari amb França, el franc CFA de l'Àfrica Central esdevingué convertible amb el franc francès, fins a 1999, amb un canvi fix (revisable) garantit per un dipòsit del BEAC en un fons de reserva al Banc de França, constituït per les aportacions dels bancs centrals nacionals de cada país membre de la CEMAC.

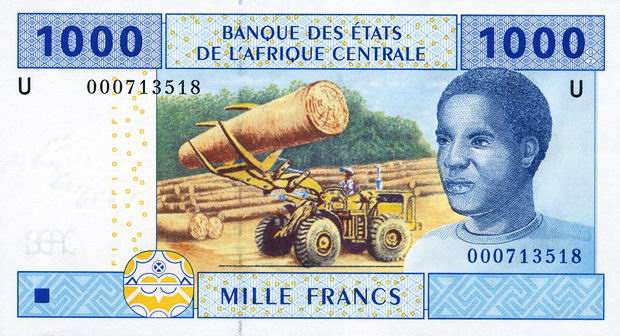
Bitllet de 1.000 francs CFA de l'Àfrica Central

Després de 1999, i el reemplaçament del franc francès per l'euro, l'acord monetari amb França es va mantenir després de l'acord del Banc Central Europeu, que redefineix un tipus de canvi fix amb l'euro, garantit de totes maneres (sota certes condicions) pel Banc de França, a canvi de mantenir el fons de reserva.

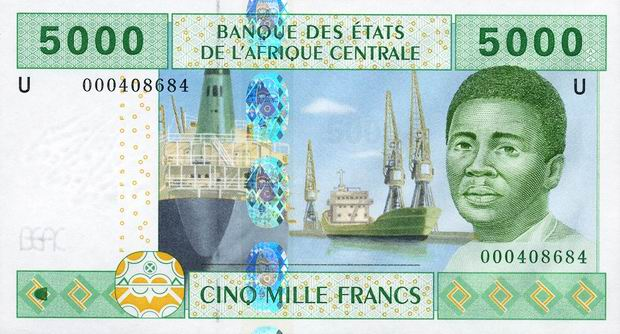
Bitllet de 5.000 francs CFA de l'Àfrica Central

En tot cas, el BEAC va quedar lliure de compondre els fons de reserva suplementaris (en metall o en divises) amb altres bancs centrals a fi de facilitar el comerç internacional i disposar de reserves de canvi suplementàries d'altres divises a més de l'euro, o de posar fi a la convertibilitat del franc CFA de l'Àfrica Central amb l'euro si fos necessari.

### Nova sèrie 2004 de bitllets
Des de novembre de 2004 està disponible una nova sèrie de bitllets. Aquests bitllets, suposadament moderns, van ser objecte de nombroses crítiques quant a la seva solidesa, normalment els bitllets de 500F i dr 1.000F podien circular durant anys sense tornar al banc, mentre que aquests són inutilitzables al cap de sis mesos.

### Problemes d'escassetat
La principal de les missions del BEAC és la distribució i la posada a la disposició dels bancs comercials dels bitllets i monedes.
Així es retreu al BEAC de no portar bé aquesta missió, ja que la CEMAC continua sofrint després de més de 10 anys una forta escassetat de monedes, la qual cosa dona base a tota mena de tràfics. En efecte, les peces de 100, 50 i 25 F circulen en nombre insuficient i oficialment el BEAC no reconeix aquesta penúria donant per motiu que:
- les monedes són objecte d'una utilització il·legal
- els joiers fonen les peces de 25 F per fer joies

I que si no existís aquest tipus d'utilització fraudulenta, hi hauria peces suficients per a tothom.

### Nova sèrie de monedes de 2006
A fi de fer més fluïda la circulació de les monedes, el BEAC va fer una comanda històrica per la seva amplitud (1,250 miliards de peces corrents) que va ser signada a París, el 26 de maig de 2005 pel governador Jean Félix Mamalepot i el Ministre francès d'Economia i Finances representant al fabricador, La Monnaie de París.
L'objectiu perseguit pel BEAC era acabar amb l'escassetat de peces, integrar les monedes en els nous cànons internacionals per protegir-les de les falsificacions i d'usos indeguts i donar un cert dinamisme visual a les monedes que circulen a la regió.
Tots els successius processos conceptuals, tècnics i de producció van ser duts a terme regularment amb èxit, així el BEAC va decidir presentar les noves peces el 20 de març als sis països de la Comunitat Econòmica dels Estats d'Àfrica Central.

## Governadors del BEAC
Casimir Oyé Mba (Gabon) ha estat el primer africà que va ocupar el càrrec de governador del BEAC (1977-1990) després del trasllat de la seu del Banc de París  (França) a Yaoundé (Camerun). El segon governador del Banc dels Estats d'Àfrica Central (BEAC) va ser el gabonès Jean Félix Mamalepot (1990-2007). Va ser rellevat de les seves funcions després de la VIII Sessió de la Conferència de Caps d'Estat de la Comunitat Econòmica i Monetària d'Àfrica Central (BEAC), celebrada a N'Djamena (Txad) el 25 d'abril de 2007. La seva llarga carrera es va completar després d'una disputa amb alguns caps d'estat de la CEMAC. El succeí com a governador el també gabonès Philibert Andzembe el 12 de juliol de 2007.
Segons el costum, el càrrec de governador està reservat al Gabon, el de sotsgovernador a originaris de la República del Congo i el secretari general, al Txad. En la cimera de caps d'Estat de la Comunitat d'Estats de l'Àfrica Central (CEMAC), celebrada a Bangui (República Centreafricana) del 15 al 17 de gener de 2010, es va decidir per unanimitat que des d'aleshores el cap de govern de la BEAC seria rotatiu i per ordre alfabètic del nom dels estats. Probablement perquè fou idea seva, en lloc de Camerun el càrrec fou ocupat en primer lloc pel representant de Guinea Equatorial. Des de 2010 el governador del BEAC és Lucas Abaga-Nchama amb un mandat de set anys no renovable, que acabarà el 2017.

## Cas de corrupció
Segons la informació publicada per Wikileaks en relació amb l'apropiació indeguda de 30 milions d'euros del BEAC, "els dirigents de Gabon va utilitzar els fons apropiats indegudament per a l'enriquiment personal i, seguint les instruccions d'Omar Bongo, van remetre part dels diners als partits polítics francesos". A França, aquests diners estava destinat "als dos bàndols, però especialment a la dreta, en particular a Chirac, però també Sarkozy." Le Monde van decidir no difondre aquesta informació en la mesura que no la considerà verificable.